# Tiroteio em Dayton de 2019
O tiroteio em Dayton de 2019 foi um tiroteio em massa ocorrido no Distrito Histórico de Oregon, no centro de Dayton, Ohio, em 4 de agosto de 2019, aproximadamente às 01h00, hora local. Dez pessoas foram mortas, incluindo o atirador, e pelo menos outras 27 ficaram feridas. O atirador foi morto pela polícia após um breve impasse. O ataque foi o segundo tiroteio em massa nos Estados Unidos em menos de 16 horas, após um tiroteio em massa em El Paso, Texas, no dia anterior.

## Fundo
O tiroteio em massa em Dayton ocorreu cerca de 15 horas após outro tiroteio em massa em El Paso, Texas, entretanto, a hipótese de os atentados estarem envolvidos de alguma forma está sendo investigada.

## Incidente
A polícia confirmou que o atirador era Connor Betts, de 24 anos, de Bellbrook, Ohio. Pouco depois da 1 hora da madrugada, testemunhas informaram que Betts abriu fogo na entrada do Ned Peppers Bar depois de ser impedido de entrar. Menos de um minuto após o tiroteio, policiais chegaram ao local e encontraram o atirador. Depois de um impasse, Betts foi morto a tiros, menos de um minuto depois do início do tiroteio.
De acordo com as autoridades, o atirador usou uma "arma longa" (fuzil ou carabina) de calibre .223 com um carregador de alta capacidade, sendo que tinha carregadores adicionais com ele e estava usando um colete balístico durante o ataque.

## Reações
Após as filmagens, o Ned Peppers Bar postou uma mensagem no Instagram dizendo: "Todos os nossos funcionários estão seguros e nossos corações estão com todos os envolvidos enquanto coletamos informações". O presidente dos Estados Unidos, Donald Trump, escreveu em seu Twitter: "Deus abençoe o povo de El Paso, Texas. Deus abençoe o povo de Dayton, Ohio".